# Cayratia nervosa
Cayratia nervosa är en vinväxtart som först beskrevs av Jules Émile Planchon, och fick sitt nu gällande namn av Karl Suessenguth. Cayratia nervosa ingår i släktet Cayratia och familjen vinväxter. Inga underarter finns listade i Catalogue of Life.